# CX 12 Radio Oriental
CX 12 Radio Oriental urugvajska je radijska postaja u vlasništvu Katoličke Crkve u Urugvaju od 2003. godine. Sjedište radijske postaje nalazi se u Montevideu, u kulturno-povijesnoj četvrti Ciudad Vieja.
Frekvencija radijske postaje iznosi 770 AM-a. Govorni dio programa odvija se na španjolskom jeziku.
Snaga odašiljača radijske postaje iznosi 125 KW u Montevideu, 0,5 KW u Riveri, 1 KW u Mercedesu i 50 KW u Carmelu.
Radio postaja je poznata po prenošenju vjerskih događaja i puštanju kršćanske glazbe, posebno gospela i zborske glazbe.

## Program
- Musicalísimo (glazbeni program)
- En Perspectiva (jutarnja emisija s Emilianom Cotelom).
- Hora 25 de los deportes (športski program koji vodi Javier Máximo Goñi).
- Noticiero Oriental (vijesti)
- Alas para el Folklore (regionalna glazba s voditeljicom Israel Ferraro)